# Scat Air
SCAT Air of Air Company Scat is een Kazachse luchtvaartmaatschappij met haar thuisbasis in Şımkent. SCAT Air is opgericht in 1997.

## Vloot
De vloot van SCAT Air bestaat per januari 2021 uit:
- 5 Boeing 737-300
- 3 Boeing 737-500
- 1 Boeing 737-700
- 1 Boeing 737 MAX 8
- 4 Boeing 757-200
- 1 Boeing 767-300
- 6 Bombardier CRJ-200

In november 2017 tekende de luchtvaartmaatschappij een contract met Boeing voor de aankoop van zes vliegtuigen van het type Boeing 737 MAX 8. Op 29 maart 2018 werd de eerste Boeing 737 MAX 8 geleverd.

## Ongelukken en incidenten
- Op 29 januari 2013 stortte een Bombardier CRJ200 van SCAT vanuit Kokshetau neer in slecht weer met weinig zicht. Alle 21 inzittenden kwamen om. Slechte weersomstandigheden speelden een rol bij dit ongeval.[1]